# فهرست بوکسورهای ارمنی
در فهرست زیر اسامی بوکسورهای اهل ارمنستان و جماعت ارمنیان پراکنده آورده شده‌است.
- en:William Abelyan
- آلکساندر آبراهام
- آرتور آبراهام
- آرائیک هامبارتسوموف
- رومن آرامیان
- آلکساندر آودئیان
- داویت هایراپتیان
- هوهانس دانیلیان
- ویک دارچینیان
- خورن گوور
- آرتور گوورگیان
- مخاک قازاریان
- آرتور گریگوریان (بوکسور)
- آندرانیک هاکوبیان
- ادوارد هامبارتسومیان
- آرت هوهانیسیان
- هراچیک جاواخیان
- سیوزانا کنتیکیان
- لوان کیراکوسیان
- کیرکور کیرکوروف
- en:Tom Bradbury
- دیوید لومیو
- آرتاک مالومیان
- en:Arsen Martirosian
- وانس مارتیروسیان
- نشان مونچیان
- ویکتور اوگانوف
- باگرات اوهانیان
- لرنیک پاپیان
- آرام رامازیان
- وازگن صافاریانتس
- داویت توروسیان
- ولادیمیر ینگیباریان
- امانوئل آغاسی
- آرام آواگیان
- سورن پیرجانیان
- داویت توروسیان
- هراچیک جاواخیان
- ویک دارچینیان
- کرک کرکوریان
- وازیک قازاریان
- ماسیس هامبارسومیان